# Dovid Feinstein
Pour les articles homonymes, voir Feinstein.
Dovid Feinstein, né le 1er janvier 1929 à Liouban en Biélorussie et mort le 6 novembre 2020 à  New York, New York, est un rabbin haredi américain, né en Biélorussie. Il est Rosh yeshiva de la Mesivtha Tifereth Jerusalem dans le Lower East Side de Manhattan à New York, successeur de son père le rabbin Moshe Feinstein.

## Biographie
Dovid Feinstein est né le 1er janvier 1929 à Liouban en Biélorussie,.
Il est le fils du rabbin Moshe Feinstein et de Sima Feinstein (née Kustanovich), née vers 1899 et morte le 21 octobre 1993. Il est le frère de Pesach Chaim Feinstein (né en 1922 à Liouban en Biélorussie et mort en 1926 à Liouban en Biélorussie), de  Faye Gittel Shisgal (née le 1er mai 1923 à Liouban en Biélorussie et morte le 15 février 2015 à Jérusalem, en Israël), de Shifra Tendler (épouse du rabbin Moshe David Tendler) (née le 10 novembre 1927  à Liouban en Biélorussie et morte le 11 octobre 2007) et du rabbin Reuven Feinstein, né le 1er août 1937 aux États-Unis. Ce dernier est le seul membre de sa fratrie n'étant pas né à Liouban en Biélorussie .

### Mort
Dovid Feinstein meurt à New York, le 6 novembre 2020, à l'âge de 91 ans. Il est enterré au Mont des Répits à Jérusalem, en Israël, le 9 novembre 2020.

## Œuvres
- (en) Kol Dodi on the Torah - Comments, Insights and Ideas on the Weekly Sidrah, Adapted from the Shiurim of Rabbi David Feinstein. ArtScroll Mesorah Publications. Rahway, New Jersey. 1992. (ISBN 0899060714),  (ISBN 978-0899060712)
- (en) Laws of the Seder. ArtScroll Mesorah Publications. Rahway, New Jersey, 2002.  (ISBN 978-1578195879)
- Kol Dodi on the Haftoros; The Haftaros: comments, insights and their connection to the Parashah. ArtScroll Mesorah Publications. Rahway, New Jersey, 2014.  (ISBN 1422614743),  (ISBN 9781422614747)
- (en) The Jewish Calendar: Its Structure and Laws. ArtScroll Mesorah Publications. Rahway, New Jersey, 2003.  (ISBN 157819346X),  (ISBN 9781578193462)
- (he) Yad Dodi - Piskei Halachos of Rav Dovid Feinstein. zt"l (édité par le rabbin  Yitzchok Frankel).